# 일본국 헌법 제89조
일본국 헌법 제89조(일본어: 日本国憲法第89条)은 일본국 헌법 제7장 "재정"의 조문 중 하나이다. 공공 재산의 지출 또는 이용의 제한에 대해 규정하고 있다.

## 조문
일본국 헌법 제89조
공금 그 외 공적 재산은 종교상의 조직 혹은 단체의 사용, 편익 혹은 유지를 위하여 또는 공적 지배에 속하지 아니하는 자선, 교육 혹은 박애의 사업에 대하여 이를 지출하거나 그 이용에 제공할 수 없다.

## 해설
국가나 공공기관이 소유한 공금은 오로지 공공의 이익을 위해서만 사용될 수 있다는 규정이다.